# Dunaújvárosi Főiskola VE
Az Dunaújvárosi Főiskola Vízilabda Egyesület egy magyar vízilabdaklub, melynek székhelye Dunaújvárosban található. 
Jelenleg a női OB I-ben, a magyar első osztályban szerepel.
Hazai mérkőzéseit a Fabó Éva Sportuszodában játssza.

## Története
A Dunaújvárosi Főiskola Vízilabda Egyesület női csapata 1989-ben alakult meg és indult el a női OB I-ben.
Első nagyobb sikerüket 2000-ben aratták mikor is 3. helyen végeztek a bajnokságban és ezüstérmet szereztek a Magyar Kupában. A csapat 2001 óta nyolc bajnoki címet és hét kupagyőzelmet szerzett. A LEN-kupában 2001-ben és 2009-ben, a Bajnokok Ligájában 2003-ban játszhatott döntőt, de mindhárom találkozót elveszítette a SKIF Moszkva, a Sturm Csehov és a Glyfada ellenében.
2017-ben a LEN-kupában a harmadik helyen zártak, 2018-ban pedig a görög Olimbiakósz csapatát legyőzve megnyerték a sorozatot, első nemzetközi kupasikerüket megszerezve. Novemberben a Bajnokok Ligája-győztes orosz Kinef Kirisi ellen a LEN-szuperkupát. 2019 decemberében az UVSE csapatát legyőzve szerezték meg hetedik kupagyőzelmüket. A 2020-2021-es szezonban döntőt játszhatott a csapat az Euroligában, a Bajnokok Ligája jogutódjában, ott azonban  7–6-ra kikapott a görög Olympiakosz csapatától. 2022-ben a LEN-kupa döntőjében maradtak alul az Etnikosz Pireusszal szemben.

## Eredmények

### Hazai sikerek
- OB I.
  - Bajnok (8 alkalommal): 2001, 2002, 2003, 2004, 2005, 2009, 2010, 2011
  - Ezüstérmes (9 alkalommal): 2006, 2007, 2014, 2016, 2018, 2019, 2021,[8] 2022, 2023
  - Bronzérmes (5 alkalommal): 2000, 2008, 2013, 2015, 2017,
- Magyar kupa
  - Kupagyőztes (8 alkalommal): 2001, 2002, 2003, 2004, 2009, 2013, 2019, 2020
  - Ezüstérmes (6 alkalommal): 2000, 2005, 2008, 2014, 2017, 2021

### Nemzetközi sikerek
- LEN-kupa
  - Kupagyőztes (1 alkalommal): 2018
  - Ezüstérmes (3 alkalommal): 2001, 2009, 2022
  - Bronzérmes (1 alkalommal): 2017,
- Bajnokok Ligája
  - Ezüstérmes (2 alkalommal): 2003, 2021
  - Bronzérmes (3 alkalommal): 2004, 2005, 2006,
- LEN-szuperkupa
  - Kupagyőztes (1 alkalommal): 2018

## Jelenlegi keret
2023–24-es szezon
| №  | Nemzetiség | Játékos           | Születési idő                  | Poszt          | L/R |
| 8  | HUN        | Garda Krisztina © | 1994. július 16. (30 éves)     | Átlövő, bekk   | R   |
| 1  | HUN        | Maczkó Lilla      | 1999. augusztus 10. (25 éves)  | Kapus          | R   |
| 6  | HUN        | Géraldine Mahieu  | 1993. szeptember 15. (31 éves) | Center, bekk   | R   |
| 5  | HUN        | Horváth Brigitta  | 1996. május 14. (28 éves)      | Szélső, center | L   |
| 7  | HUN        | Szabó Nikolett    | 2002. november 30. (22 éves)   | Átlövő, szélső |     |
| 2  | HUN        | Jonkl Csenge      | 2004. április 20. (20 éves)    |                |     |
| 4  | HUN        | Dobi Dorina       | 2002. szeptember 23. (22 éves) |                |     |
| 11 | HUN        | Pál Réka          | 2001. augusztus 9. (23 éves)   | Bekk, Center   |     |
| 10 | HUN        | Somogyvári Lili   | 2002. október 7. (22 éves)     |                |     |
| 12 | HUN        | Sümegi Nóra       | 2003. február 7. (22 éves)     |                |     |
| 15 | HUN        | Kardos Dominika   | 2006. szeptember 5. (18 éves)  |                |     |
| 13 | HUN        | Kardos Laura      | 2006. szeptember 5. (18 éves)  |                |     |
| 6  | HUN        | Lovász Luca       | 2004. június 15. (20 éves)     |                |     |
| 13 | HUN        | Eikel Anna        | 2006. október 11. (18 éves)    | Kapus          |     |

| Szakmai stáb | Szakmai stáb |
| ------------ | ------------ |
| Vezetőedző   | Vad Lajos    |
| Másodedző    | Fülöp Tibor  |